# 1365
1365 је била проста година.